# 제춘모
제춘모(諸春模, 1982년 4월 5일 ~ )는 전 KBO 리그 SK 와이번스의 투수이자, 현 KBO 리그 kt 위즈의 투수코치이다.

## 선수 시절

### SK 와이번스시절
광주동성고등학교를 졸업 후 2차 1라운드 지명을 받아 2002년에 입단했다. 입단 당시부터 윤길현, 채병용과 함께 '팀의 세 마리 용'으로 불리며 큰 기대를 모았다.
데뷔 시즌이었던 2002년에 30경기에 등판해 146이닝, 9승(모두 선발) 7패, 4점대 평균자책점을 기록하며 주목받기 시작했다. 2003년에는 팀 내 최다 승인 10승(9선발승으로 전년도와 타이)을 올리며 팀의 창단 첫 한국시리즈 진출에 기여했다. 2003년 현대 유니콘스와의 한국시리즈 2차전에서 구원 등판해 승리 투수가 됐다. 2004년에 어깨 부상으로 4승(모두 선발)을 기록한 뒤 2005년에 팔꿈치 수술을 받아 공익근무요원으로 대체 복무했고, 2008년 4월에 복귀했다.
2014년 10월 29일에 은퇴했다.

## 야구선수 은퇴 후
2014년 12월 15일부터 2019년까지 SK 와이번스의 2군 투수코치로 활동했다. 2022년부터 1군 불펜코치로 활동했다.

## 트리비아
- SK 와이번스 유튜브 공식 채널에서 업로드되는 토크쇼 형식 프로그램인 《마이 춘모 텔레비전》을 진행했다.

## 출신 학교
- 유안초등학교
- 광주동성중학교
- 광주동성고등학교